# Hervé Legrand
Pour les articles homonymes, voir Legrand.
Hervé Legrand, né le 5 octobre 1935 à Langolen (Finistère), est un théologien, prêtre et religieux catholique français.
Dominicain, il est spécialisé dans le domaine de l'œcuménisme et de l'ecclésiologie. 

## Biographie
Hervé Legrand fait ses classes à Quimper, puis entre dans l'ordre des Prêcheurs en 1954. Il obtient un doctorat en 1966 à l'Angelicum.
De 1959 à 1961, il enseigne la littérature française au collège jésuite de la Sainte-Famille, au Caire.
Il est ordonné prêtre en 1963.
Professeur émérite à l'Institut catholique de Paris, expert au Conseil des conférences épiscopales européennes, il est assesseur à l'Académie internationale des sciences religieuses.
Hervé Legrand participe à diverses commissions œcuméniques, en particulier la Fédération luthérienne mondiale. Il a contribué à plusieurs ouvrages collectifs publiés aux éditions du Cerf.
En 1990, il est fait maître en sacrée théologie.
En 2023, il est nommé membre invité du synode sur la synodalité.

## Ouvrages
- Face à l'unité, avec Harding Meyer, 1986
- Les Conférences épiscopales, avec Antonio Garcia y Garcia et Julio Manzanares, 1988
- Les Évêques d'Europe et la nouvelle évangélisation, avec Carlo Maria Martini, 1991
- Église et Société, 1998
- Le Ministère des évêques au concile Vatican II et depuis, avec Christoph Theobald, 2001
- L'Œuvre d'Orient, avec Giuseppe Maria Croce, 2010